# Honghu
Koordinaten: 30° 1′ N, 113° 32′ O
Die Stadt Honghu (chinesisch 洪湖市, Pinyin Hónghú Shì) ist eine kreisfreie Stadt in der chinesischen Provinz Hubei, die zum Verwaltungsgebiet der bezirksfreien Stadt Jingzhou gehört. Sie hat eine Fläche von 2.494 km² und zählt 806.800 Einwohner (Stand: Ende 2019).
Die ehemaligen Stätten des revolutionären Stützpunktgebiets Hunan-West-Hubei (Xiang E xi geming genjudi jiuzhi 湘鄂西革命根据地旧址) steht seit 1988 auf der Liste der Denkmäler der Volksrepublik China (3-30).